# 维特莫尔特
维特莫尔特是德国石勒苏益格－荷尔斯泰因州的一个市镇。总面积5.71平方公里，总人口182人，其中男性86人，女性96人（2011年12月31日），人口密度32人/平方公里。